# Сони-билдинг
Сони-билдинг (первоначально — AT&T-билдинг) — небоскрёб высотой в 197 метров с 37 этажами, расположенный на Мэдисон-Авеню, 550, между 55-й и 56-й улицами в Манхеттене. Здание построенное в 1984 году было спроектировано архитектором Филипом Джонсоном в партнерстве с Джоном Берджи. 
Немедленно возникли пересуды вокруг её вершины (часто в насмешку называемой «Чиппендейл», так как открытый фронтон напоминал деталь мебели английского дизайнера Томаса Чиппендейла), зато многие искренне восхищались зрелищным входом в виде арки высотой в семь этажей. С этими орнаментальными дополнениями здание вполне вписалось в рамки архитектурного модернизма, требующего абсолютного функционализма и скромного дизайна. Некоторые критики называют его образцом постмодернистской архитектуры.

## История

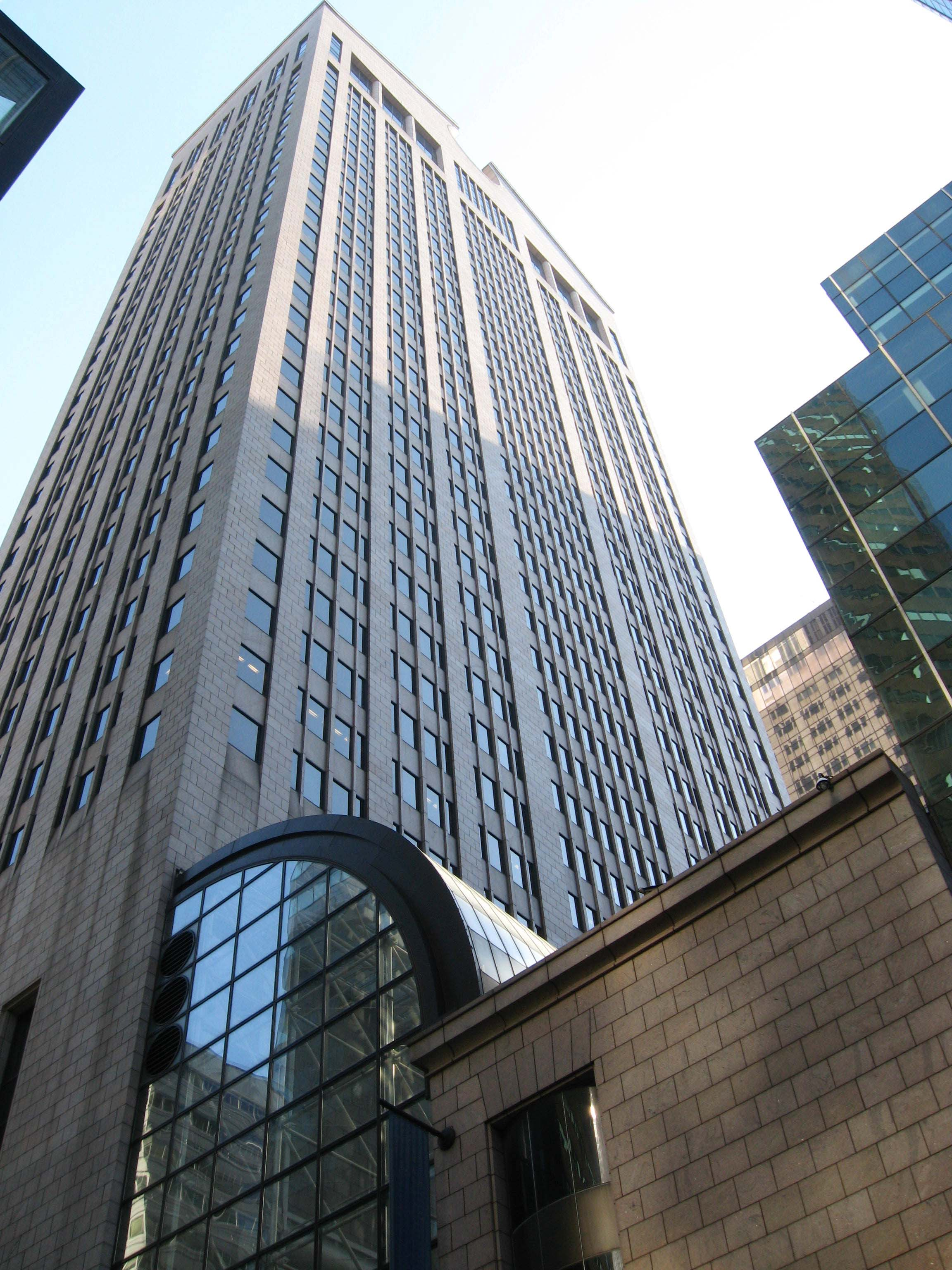
Вид снизу

В октябре 1978 года AT&T получила разрешение на добавление ещё 7611,4 м² или ещё четыре этажа к предложенному зданию, в обмен соглашаясь оставить открытое пространство для публики и для музея коммуникаций. Фирма получила дополнительно 4000 м² или два этажа в качестве бонуса за создание крытого пассажа площадью в 1300 м² вдоль Мэдисон-Авеню, где будут размещены розничные магазинчики.
1 января 1984 года AT&T решила заняться поисками арендатора для сдачи в аренду площади в 28 000 м² или 7-24 этажи, почти половину всего здания, причем начальная цена составила $60 за квадратный фут. Компания собиралась переместить 1 500 рабочих, большинство из которых были заняты в головном офисе на Бродвее, 195, но экономические условия позволили переместить только 600 рабочих на Мэдисон, 550, а остальных — в Баскинг-Ридж, штат Нью-Джерси.
Статуя «Дух Коммуникаций» (англ. Spirit of Communication) — произведение скульптора Эвелин Беатрис Лонгман, изготовлена в 1916 году из бронзы и покрыта сусальным золотом, имеет высоту 7,3 метра и общий вес более 14,5 тонн. Является символом корпорации AT&T и представляет собой стоящую на сфере крылатую фигуру, которая держит в одной руке, простёртой в небо, три молнии, а в другой электрический кабель, обвитый вокруг торса статуи. С 1983 по 1992 гг. украшала фойе здания на Мэдисон-Авеню, 550. После того, как AT&T покинула здание в 1992 году, статуя была перемещена в Баскинг-Ридж, штат Нью-Джерси.
В 1984 году компания сообщила, что не будет строить музей, обещанный в обмен на бонус в виде дополнительной площади. Такое изменение в планах было вызвано предстоящим решением суда о роспуске Региональных Компаний Белл и последующим уменьшением доли компании в здании. Столкнувшись с жесткой оппозицией в лице городских властей, AT&T уступила и принялась за постройку трехэтажного выставочного комплекса рядом с пешеходной зоной позади здания.
AT&T получила $42 миллиона в виде налогового бонуса при условии, что руководство компании останется на Мэдисон-Авеню, 550 и не станет сдавать свободное место другим арендаторам. Однако, существенно потеряв в размере, компания AT&T подписала соглашение об аренде на 20 лет своего офиса на Мэдисон, 550 и перебралась на Шестую Авеню, 32, между улицами Уалкер и Лиспенард. Таким образом компания Сони получила возможность арендовать здание. AT&T вернула $14,5 миллиона Нью-Йорку в качестве компенсации за налоговые льготы, предоставленные в ходе соглашения 1987 года.
В 1992 году Сони подтвердила планы, требовавшие одобрения Плановой Комиссии Нью-Йорк Сити, согласно которым компания получала пространство на других, верхних этажах здания, и обязывалась организовать розничную торговлю. В обмен компания также должна была расширить пешеходный переход со стеклянной крышей, добавив, кроме того, кадки для растений и скамейки для отдыха пешеходов. Сони рассчитывала, что предстоящее превращение 810,8 м² общественного пространства в розничные магазины принесет около $200 за квадратный фут — такую же оценку подтвердила в своих расчетах и Нью-Йорк Таймс. Компания отметила, что пространство не использовалось в общественных целях, поскольку было «темным, ветреным и шумным» и что превращение его в коммерческие павильоны создаст «розничное продолжение» Мэдисон-Авеню.
К 1996 году Сони объединила большинство операций с отделом Сони Мьюзик Энтертайнмент на Мэдисон-Авеню, 550, по поводу чего Нью-Йорк Таймс заметила следующее: «настолько многопрофильное и продуманное пространство вполне соответствует существующим требованиям и запросам». В том же году Сони приобрела ещё одно здание, напротив первого, на Мэдисон-Авеню, 555, с общей площадью в 41 300 м², построенное в 1960-х годах и прошедшее реконструкцию, затронувшую вестибюль, окна, ванные комнаты и другие части в связи с арендой помещения Сони. Компания подписала договор об аренде до 2013 года 8400 м² на шестом-девятом этажах и вместо предполагаемых 8400 м² на втором-пятом этажах в 1995 году. В среднем стоимость аренды составила $34 за квадратный метр на момент заключения договора. Сони соединила два здания при помощи оптоволоконной линии связи, проложенной под Мэдисон-Авеню. Далее было установлено микроволновое коммуникационное оборудование на вершине здания на Мэдисон-Авеню, 555.
Ограниченная в средствах AT&T в конечном счете продала здание Сони в 2002 году за $236 миллионов.